# A Nightmare on Elm Street (película de 2010)
A Nightmare on Elm Street (Pesadilla en Elm Street, el origen en España y Pesadilla en la calle Elm en Hispanoamérica) es una película de terror,  misterio y  drama  criminal estadounidense escrita por Eric Heisserer y Wesley Strick, dirigida por Samuel Bayer y producida por Michael Bay, Andrew Form y Brad Fuller. Está basada en la película homónima de 1984.
El actor Jackie Earle Haley sustituye al veterano Robert Englund que ha actuado como Freddy Krueger en las siete películas de la saga así como en el crossover Freddy contra Jason y la serie basada en las películas. Mientras que Rooney Mara asumió el papel de Nancy Holbrook. El reparto también incluye a Kyle Gallner como Quentin, a Katie Cassidy como Kris, a Thomas Dekker como Jesse, a Clancy Brown como Alan, a Connie Britton como Gwen Holbrook y a Kellan Lutz como Dean, entre otros.

## Argumento
Durante una cena en el Springwood Diner con su amiga Kris Fowles (Katie Cassidy), Dean Russell (Kellan Lutz) cae dormido encima de la mesa y en su sueño encuentra a un hombre deformado con horribles quemaduras, vistiendo un sombrero marrón raído, un jersey a rayas grises y rojas sucio y roto. En su mano derecha porta un guante con cuchillas afiladas en sus dedos. Este hombre misterioso ataca a Dean cortándole el cuello en su sueño. En la vigilia, Dean muere por un corte en el cuello mientras Kris y la camarera Nancy (Rooney Mara), observan perplejas.
Durante su funeral, Kris mira una fotografía de Dean siendo niño, sin reparar en que la niña que aparece con él es ella, ya que ni siquiera recuerda haberle conocido antes del instituto. De repente Kris comienza a soñar con el mismo individuo de los sueños de Dean y pronto hace lo posible por mantenerse despierta, entendiendo que si duerme aquel extraño hombre podría matarla. Jesse Braun (Thomas Dekker) novio de Kris, aparece en casa de esta para hacerle compañía durante la noche. Durante el sueño, Kris es atacada por el mismo hombre y finalmente muere. Cubierto de sangre, Jesse escapa y acude corriendo a casa de Nancy para explicar lo sucedido y repara en que Nancy, al igual que él, está soñando con el mismo hombre con el que soñaron Dean y Kris antes de morir, y que responde al nombre de Freddy Krueger. De pronto surgen las preguntas sobre si se trata de un sueño o la realidad, y que si puede un sueño matar. Comprenderán que si duermen caen en el mundo en el cual Freddy campa a sus anchas, los sueños, donde es el dueño absoluto. Para evitarle deberán mantenerse despiertos todo el tiempo, una opción imposible. Sin embargo, la única manera de derrotarle es sumergirse en su mundo de pesadilla, traerlo y matarlo en el mundo real.
Luego Jesse es apresado por la policía al creer que fue él quien asesinó a Kris. El le dice a la policía que la amaba y que jamás le lastimaría, y que menos la asesinaría. Jesse es enviado a la cárcel y muere en prisión tras caer dormido y soñar también con Freddy. Nancy al darse cuenta cómo sus amigos van muriendo se pone a investigar junto a su amigo Quentin (Kyle Gallner). 
Nancy se mete en la bañera y se duerme. Sueña que está en su antiguo jardín de infantes y ve a Freddy, quien se le acerca diciéndole cosas para  recordarle quién es él y le dice que ella era su favorita. Tras ir a ver al padre de Quentin (El director del instituto) descubren más sobre Freddy. Al salir de la oficina, Nancy sufre un microsueño a causa de las horas en vela, en el cual ve a Kris ensangrentada dentro de una bolsa de cadáveres. En su casa, Nancy descubre una fotografía donde aparecen Jesse, Kris, Dean, Nancy y Quentin junto a otros niños más en el centro preescolar al que iban cuando eran pequeños. Gracias a la madre de Nancy, descubren que Fred Krueger era el jardinero del jardín de infantes Badham Preschool, al que asistían cuando eran pequeños, y que según los niños, Fred les llevaba a una "cueva" donde les hacía cosas malas (los maltrataba físicamente). Los padres de los niños decidieron denunciarlo, pero Fred se fue antes de poder hacerlo.  Nancy decide ir a buscar a los demás compañeros del jardín de infantes para averiguar más sobre su pasado, pero el padre de Quentin aparece y le obliga a irse con él.
En clase de natación Quentin se duerme mientras nada en la piscina. Aparece en un lugar oscuro, cuando de repente ve a Fred Krueger corriendo hacia él perseguido por varios coches. Fred se encierra en una fábrica abandonada para no ser alcanzado por los perseguidores que resultan ser los padres de Nancy, Quentin y los demás niños. Entonces el padre de Quentin hace un improvisado Cóctel Molotov y lo lanza dentro. Fred sale corriendo incendiado y muere. Es entonces cuando Quentin se despierta mientras está siendo atendido por los compañeros del equipo de natación. Quentin lo entiende todo y va a buscar a Nancy para contárselo. Después hacen una visita al despacho del padre de Quentin, a preguntarle la razón de haber matado a Fred cuando no había pruebas de la culpabilidad del mismo salvo lo que contaban niños de cinco años. Este no sabe qué responder y reconoce el error. 
Quentin y Nancy emprenden rumbo al preescolar, pero en el camino Quentin se baja en un supermercado a comprar medicamentos para no dormirse. Mientras Quentin intenta comprar, Nancy lucha en el coche para no dormirse, llegando incluso a quemarse el brazo con el encendedor para mantenerse atenta. Finalmente se baja del vehículo y entra al supermercado a buscar a Quentin. Al entrar, Nancy sufre otro microsueño donde ve que Freddy aparece en la puerta del supermercado y la lleva a la sala de calderas, mostrándose escenas intercambiadas de Nancy arrastrándose por el piso de la caldera (el microsueño) y Nancy arrastrándose por el suelo del supermercado (realidad). Freddy le araña el brazo y Nancy despierta dándose cuenta de que sacó del sueño un pedazo del jersey del brazo de Freddy.
Luego Quentin la lleva al hospital. Allí Nancy pide que no la seden pero la doctora hace firmar un documento a la madre de Nancy para que puedan cedarla. Al volver a la camilla, Nancy ya se había escapado con Quentin, que aprovechó para robar unas inyecciones de adrenalina del hospital. 
De camino, casi se accidentan en la carretera por un microsueño de Quentin, llegando justo al preescolar. Ya en el interior descubren la sala de calderas del centro donde Freddy vivía cuando trabajaba de jardinero y tenía su "lugar especial" donde llevaba a los niños a una habitación escondida. Allí dentro Nancy se fija en la pared, donde hay escritos sobre ella. Por su parte, Quentin ve unas fotos y se queda de piedra, pues en esas fotos ven cómo Fred violaba a Nancy. Esto significa un shock para ambos puesto que significa que Freddy era verdaderamente culpable y que no quería buscar su ayuda, sino que siempre había estado loco y pretendía matarlos cuando se durmieran. Nancy se duerme intencionadamente para enfrentarse a Freddy mientras Quentin vigila. Después de un momento Quentin se duerme y es herido por Freddy en la sala de calderas. Luego Freddy se va donde está Nancy, la hace volver a su casa (en el sueño) donde continúa jugando con ella. Nancy se esconde en un armario donde no tarda en ser descubierta, corre por la escalera y llega a un pasillo donde atraviesa el suelo (debido a que en el sueño, este se había vuelto de sangre), cayendo sobre la cama de su habitación. Allí se percata que su vestuario ha cambiado y viste un vestido de su niñez. Freddy entra en el cuarto y le dice que nunca despertará que ahora está en su mundo y ahora él es su novio. La lanza a la pared y en ese momento Nancy le clava unas tijeras en el ojo izquierdo, lo cual no le causó daño alguno. Freddy arroja a Nancy sobre la cama y coloca una cuchilla sobre su pecho con intención de clavarla, al mismo tiempo que Quentin intenta despertarla inyectándole adrenalina en el pecho haciéndola despertar trayendo a Freddy al mundo real. Después de una pelea, es degollado y quemado por Nancy junto al resto del colegio, ya que ahora él está en el mundo real.
Después de la muerte de Freddy, Nancy vuelve a casa junto a su madre. Su madre le dice que todo ya ha terminado pero en ese momento sale Freddy del espejo y le clava las cuchillas a esta arrastrándola dentro del espejo, mientras Nancy grita aterrada sin poder hacer nada.

## Muertes en la película
Dean: "Degollado por Freddy en un restaurante."
Perro de Kris: "Freddy lo mata clavándole sus garras."
Kris: "Asesinada por Freddy cuando le clava sus garras en la cama."
Jesse: "Freddy le clava sus garras en su estómago. Muere en la cárcel."
Freddy Krueger: "Nancy le corta su mano y le corta el cuello. Después de esto Nancy lo quema vivo hasta la muerte.(Muere en el mundo Real)"
Madre de Nancy: "Freddy la mata clavándole sus garras en el espejo."

## Nuevo diseño de Krueger
En esta nueva entrega se buscó rediseñar el rostro de Krueger, buscando más la forma de una víctima con quemaduras reales. Los encargados de producción tuvieron varias fotos referenciales a víctimas reales de quemaduras que detallan cómo aparece piel blanca después de la cicatrización. Al mismo tiempo no se quería que la audiencia tuviese sensaciones de asco cada vez que vieran a Freddy en la pantalla, por lo que se optó a desechar algunos detalles de realismo en el diseño final del nuevo Krueger. Los encargados de producción expresaron lo horrible que eran las imágenes, y lo difícil que fue poder ver muchas de ellas. El equipo de efectos especiales que trabajó en The Dark Knight (película de Batman), en la creación de las imágenes generadas por computadora (CGI) para Dos Caras, fueron los encargados de trabajar los mínimos detalles CGI que se utilizaron en la cara de Freddy. El CGI se utilizó en conjunto con los efectos especiales de maquillaje que se realizaron. La prótesis utilizada para crear el aspecto físico de Freddy fue diseñada por Andrew Clement.
Clement y su equipo pasaban seis horas maquillando a Jackie Earle Haley, hasta que finalmente lograron llegar al nivel de realismo que se buscaba para este nuevo Krueger. El equipo de maquillaje aplicaba prótesis individuales, desde la cabeza, siguiendo hasta la espalda. Haley pasaba aproximadamente tres horas y veinte minutos en la silla de maquillaje para que le aplicasen la prótesis, y en ocasiones, tendrían que pasar casi cuatro horas y media para aplicar la prótesis concerniente a la tapa del cráneo. Haley también tuvo que usar lentes de contacto, uno con apariencia de sangrado ligero y otro con apariencia de estar nublado, lo que dificultaba un poco la visibilidad del actor. Además, tuvo que trabajar en el desarrollo de la nueva voz de Krueger para la película. De acuerdo con Haley, el proceso de dar con la voz perfecta para Freddy tuvo que ser lo más orgánico posible, para lo cual tuvo que trabajar con mucha paciencia e intentar con varios tipos de voces como le era posible. Haley y Bayer también admitieron que algunas partes de la voz serían mejoradas digitalmente en la edición final para darle una calidad de "sobrenatural".

## Rodaje y estreno
El 29 de enero de 2008, Variety reportó que Michael Bay y Platinum Dunes realizarían un remake de la película de Wes Craven, A Nightmare on Elm Street. El rodaje empezó el 5 de mayo de 2009 y terminó oficialmente el 10 de julio de 2009, se rodaron escenas en los institutos de Elk Grove High School y John Hersey High School y también en una iglesia metodista en Indiana. Los primeros rumores sobre la fecha indicaban que la película se estrenaría en 2009, pero New Line Cinema reportó que la fecha de estreno sería en 2010, en concreto el 16 de abril, al final la filial de Time Warner dijo que el estreno sería el 30 de abril de 2010.
En países hispanoaméricos como Colombia se estrenó en el mes de mayo de 2010. En el estado de Sinaloa en México se estrenó hasta el mes de junio y, en España se estrenó el 23 de julio.

## Reparto
| Actor              | Personaje             |
| ------------------ | --------------------- |
| Jackie Earle Haley | Freddy Krueger        |
| Kyle Gallner       | Quentin Smith         |
| Rooney Mara        | Nancy Holbrook        |
| Katie Cassidy      | Kris Fowles           |
| Thomas Dekker      | Jesse Braun           |
| Kellan Lutz        | Dean Russell          |
| Clancy Brown       | Alan Smith            |
| Elvis David        | Jon Pits              |
| Connie Britton     | Dr.Gwen Holbrook      |
| Lisa Morstersen    | Nora Fowles           |
| Julianna Damm      | Kris (niña)           |
| Christian Slote    | Señor Braun           |
| Kurt Ceibang       | Señor Russell         |
| Kyra Krumins       | Nancy (niña)          |
| Brayden Coyer      | Jesse (niño)          |
| Max Holt           | Dean (niño)           |
| Pete Kelly         | Policía Rasmus        |
| Jackie Earle Haley | Freddy Krueger (vivo) |

## Recaudación
La película recaudó aproximadamente 33 millones de dólares durante su primer fin de semana en taquilla en Estados Unidos, colocándose en el puesto número 1. Fue exhibida en 3.332 cines (aproximadamente 4.700 pantallas) con una media de 9.875 dólares de recaudación por pantalla. Según Box Office Mojo, hasta ahora ha recaudado cerca de 63,075,011 dólares en Estados Unidos, y  52,512,700 dólares en otros países, para una recaudación mundial de 115,663,567 dólares. De esta manera, este reboot se erige como la primera película más taquillera de la saga siguiéndole Freddy contra Jason (114,908,830).

## Principio y final alternativo
- En el principio alternativo se puede contemplar un hospital y más adelante un hombre quemado y vendado con el nombre "Joe Doe". Sin embargo, se puede observar obviamente que este paciente es Freddy Krueger y está en sus últimos segundos de vida. Cuando muere, aparecen los créditos introductorios.
- En el final alternativo cuando Freddy arroja a Nancy contra la cama en su sueño, este le revela su identidad en forma humana. Igual que en el final original, Quentin despierta a Nancy y Freddy vuelve al mundo como mortal en forma humana. Nancy le quita el guante a Freddy de un golpe con un bate de Baseball, luego de hacerlo sangrar con unos golpes este empieza a reírse de las muertes de sus amigos que él mismo asesinó. Nancy con un grito final golpea unas latas de Diésel y por desgracia para Freddy, le cae un farol haciendo que vuelva a quemarse de la misma manera que lo quemaron los padres de Springwood. Luego de esto, el final sigue como el original.
- Ambos, el principio y el final alternativos, están disponibles en la versión de Blu-Ray.

## Escenas eliminadas
A través de tráileres y extras en la edición Blu-Ray y DVD de la película, se pueden descubrir diversas escenas que no fueron incluidas finalmente en la cinta.
- La fiesta en la piscina de casa de Dean; donde Dean cae del segundo piso a través de una cristalera y Kris es testigo impotente.
- Kris descendiendo al sótano de su casa, donde descubre a Freddy fabricando su guante.
- En el ático, Kris alumbra sobre una caja viendo un sombrero, al alumbrar hacia al lado y volver a la caja ve los ojos de Freddy justo antes de ser atacada.
- La escena del cuerpo de Kris en el depósito de cadáveres.
- Quentin sueña con Freddy en una iglesia abandonada.
- Jesse sueña que Freddy degüella a su padre en el dormitorio de su infancia.
- Quentin y Nancy acuden a la recepción del hospital tras el ataque en la farmacia.
- Nancy sufre un estado de oneirofrenia tras el accidente de coche; una alucinación de una calle abandonada y un perro negro.
- Nancy ve a Kris ensangrentada con el guante de Freddy en su última pesadilla.

## La saga
- A Nightmare on Elm Street (1984), dirigida por Wes Craven.
- A Nightmare on Elm Street Part 2: Freddy's Revenge (1985), dirigida por Jack Sholder.
- A Nightmare on Elm Street 3: Dream Warriors (1987), dirigida por Chuck Russel.
- A Nightmare on Elm Street 4: The Dream Master (1988), dirigida por Renny Harlin.
- A Nightmare on Elm Street 5: The Dream Child (1989), dirigida por Stephen Hopkins.
- Freddy's Dead: The Final Nightmare (1991), dirigida por Rachel Talalay.
- Wes Craven's New Nightmare (1994), dirigida por Wes Craven.
- Freddy contra Jason (2003), dirigida por Ronny Yu.
- Never Sleep Again The Elm Street Legacy (2010), dirigida por Daniel Farrands & Andrew Kasch

## Secuela cancelada
Jackie Earle Haley confirmó su participación en las futuras secuelas de la nueva franquicia, así como Rooney Mara y Kyle Gallner. Sin embargo, el director Samuel Bayer, informó que él ya no estaba interesado en grabar una secuela y que si alguien quería hacerla, él no tendría inconvenientes. Ahora mismo uno de los productores de la nueva versión está buscando a algún director que quiera filmar la secuela que posiblemente tenga de nombre: A Nightmare on Elm Street 2: The Nightmare Begins. Al final la secuela fue cancelada por el estudio.  